# Hôtel d'Hallwyll
L’hôtel d’Hallwyll est un hôtel particulier de Paris

## Situation et accès
Il est situé, 28, rue Michel-le-Comte, dans le IIIe arrondissement de Paris, dans le quartier du Marais. Madame de Staël y naquit en 1766.

## Historique

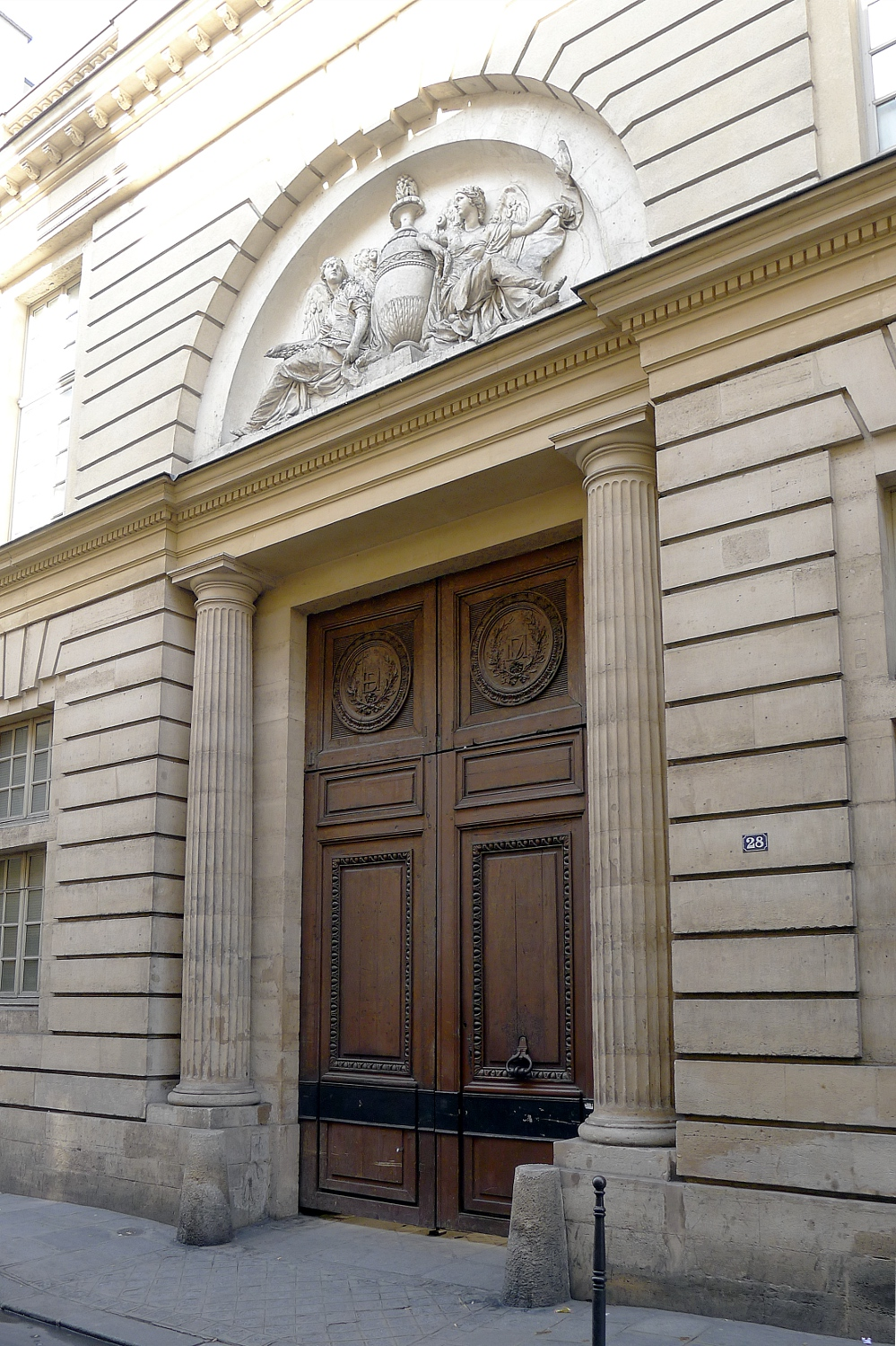
Porte d'entrée de l'hôtel.

Cet hôtel se trouve à l'emplacement d'une maison ayant appartenu au Moyen Âge à l'orfèvre Guillaume Villain.
Il fut construit au début du XVIIIe siècle pour la veuve de Louis de La Palu, comte de Bouligneux, colonel du régiment de Limousin, tué en 1704 au siège de Verrue, en Italie,
En 1718, Marie Henriette Le Hardy du Fay, veuve de Jacques clément de La Palu de Bouligneux, donne la nu propriété de cet hôtel à son second époux, Nicolas François Demydorge, qui meurt en 1764.
L'hôtel est alors loué en 1723, à la banque Landais, puis, de 1757 à 1766, à la banque Thelusson & Necker. Il fut le domicile jusqu'en 1766, du banquier Jacques Necker et le lieu de naissance de sa fille, Germaine, plus connue sous le nom « madame de Staël ».
Marie Thérèse Nicole Demydorge, fille de Nicolas François Demydorge, et épouse de François Joseph d'Hallwyl, maréchal de camps au service de la France, colonel du régiment de garde suisse, hérite de l'hôtel.
Tous deux chargent l'architecte Claude-Nicolas Ledoux de remanier l'hôtel. Ce dernier est le seul témoin subsistant de l’architecture domestique parisienne construite par ce grand architecte, les autres ayant été détruits. L’hôtel d’Hallwyll fut considéré dès la fin du XVIIIe siècle par les contemporains comme l’un des hôtels particuliers les plus modernes du Marais.
L’architecte tire parti de l’ancien bâtiment sur rue grâce à une composition symétrique et monumentale de la façade traitée en bossages à tables à la manière de la Renaissance italienne et dont l’axe est souligné par un portail à colonnes toscanes que surmonte un tympan orné de Grâces. Derrière ce corps de bâtiments renfermant les communs, une première cour abrite le corps de logis. Ledoux décore les intérieurs et déploie également un véritable talent d’architecte paysager pour la conception du jardin.
En guise de jardin, Ledoux conçoit un atrium bordé de galeries à colonnes doriques au fond duquel deux urnes renversées déversant des torrents d’eau (thème préfigurant la Saline royale d'Arc-et-Senans) encadrent une niche qui abrite une Grâce. Un décor en trompe-l’œil peint sur le mur aveugle du couvent des Carmélites donnant sur la rue de Montmorency. La porte du jardin donne au no  17 bis de la rue de Montmorency.
Les écuries de cet hôtel pouvaient accueillir jusqu'à dix-huit chevaux.
Les d'Hallwyl laissent pour héritière leur fille, Marie Françoise Ursule d'Hallwyl, épouse du prince Valentin Ladislas d'Esterházy, diplomate hongrois. En 1809, elle vend l'hôtel à Charles Antoine Lefebvre, qui le revend en 1819 à François Guyot de Villeneuve. Celui-ci l'habite jusqu'à sa mort en 1849.
L'hôtel fut peu après dépouillé de ses œuvres d'art et livré au commerce, le jardin transformé en atelier.
Il a retrouvé assez récemment son portique et ses jardins de style XVIIIe siècle. Quoique sobre, c'est l'un des hôtels les plus élégants du temps de Louis XVI. On remarque la porte monumentale, les ferronneries, les bas-reliefs sous la voûte d'entrée, le départ de l'escalier.
L'ensemble des façades et des toitures, l'escalier intérieur avec sa cage, les sols de la cour et de l'ancien jardin avec les vestiges subsistants de l'ancienne décoration font l’objet d’un classement au titre des monuments historiques depuis le 17 décembre 1976.
Ce site est desservi par les stations de métro Rambuteau et Arts et Métiers. C'est une propriété privée qui ne se visite pas.

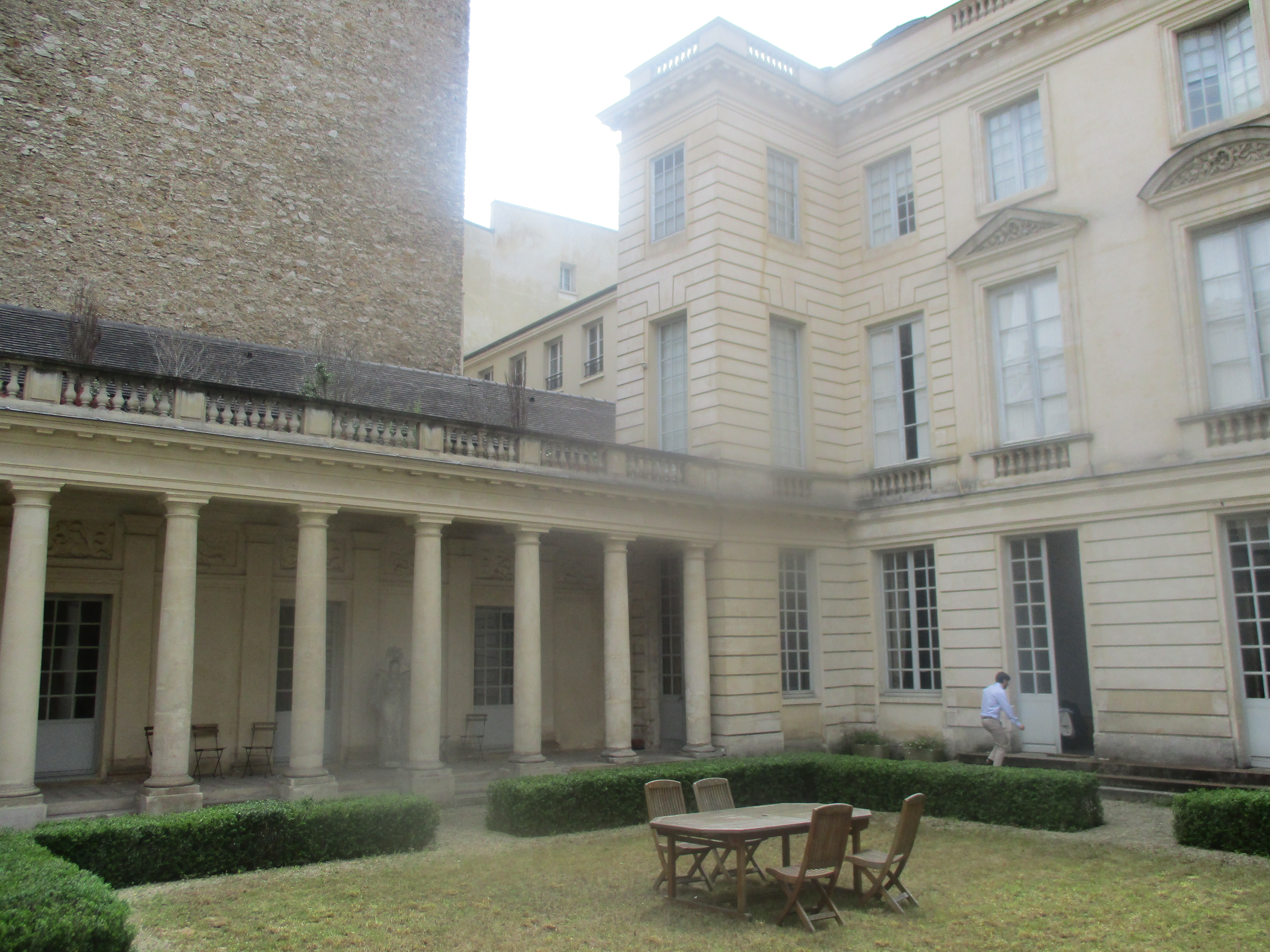
Côté jardin.
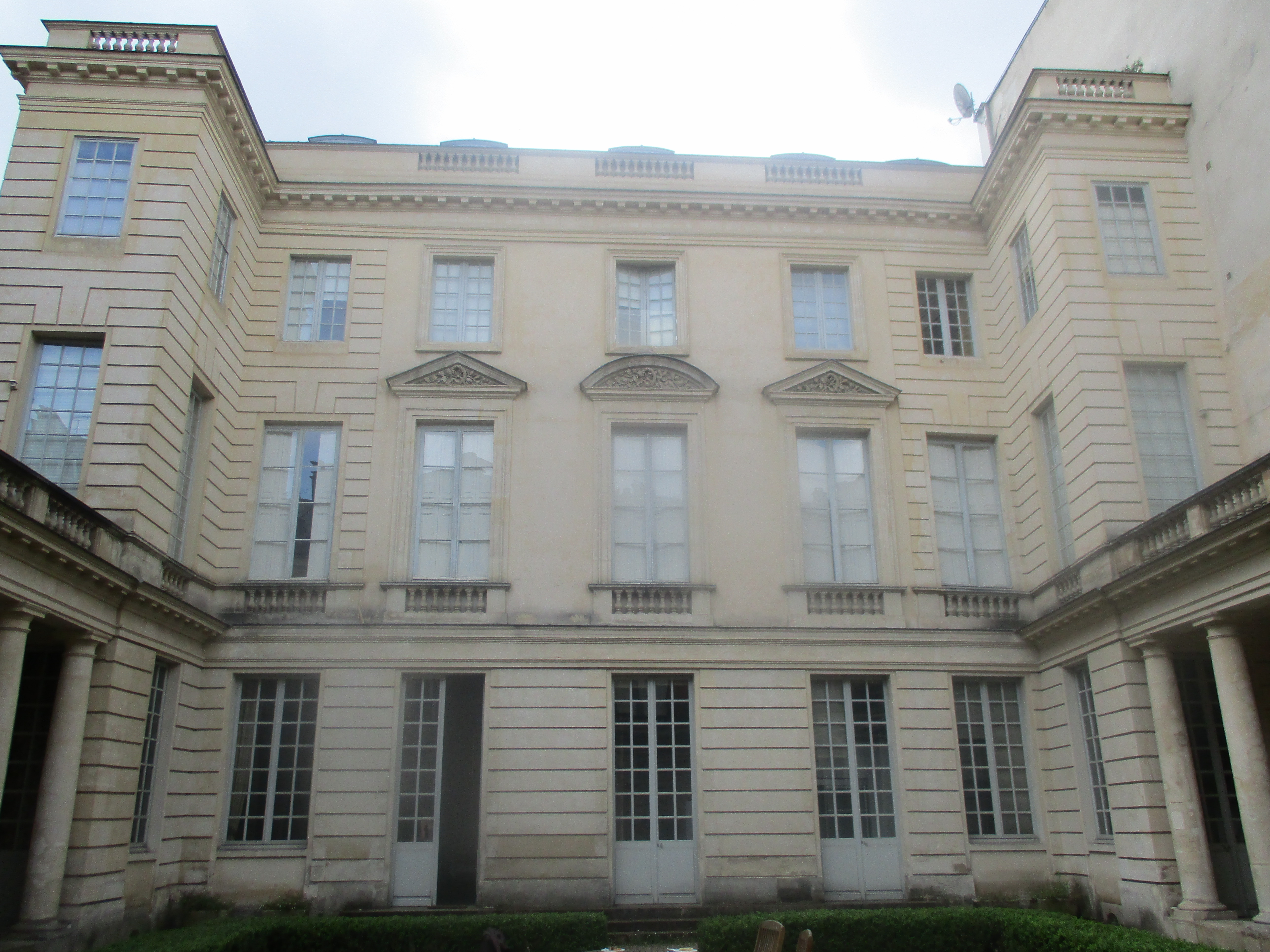
Façade côté jardin.
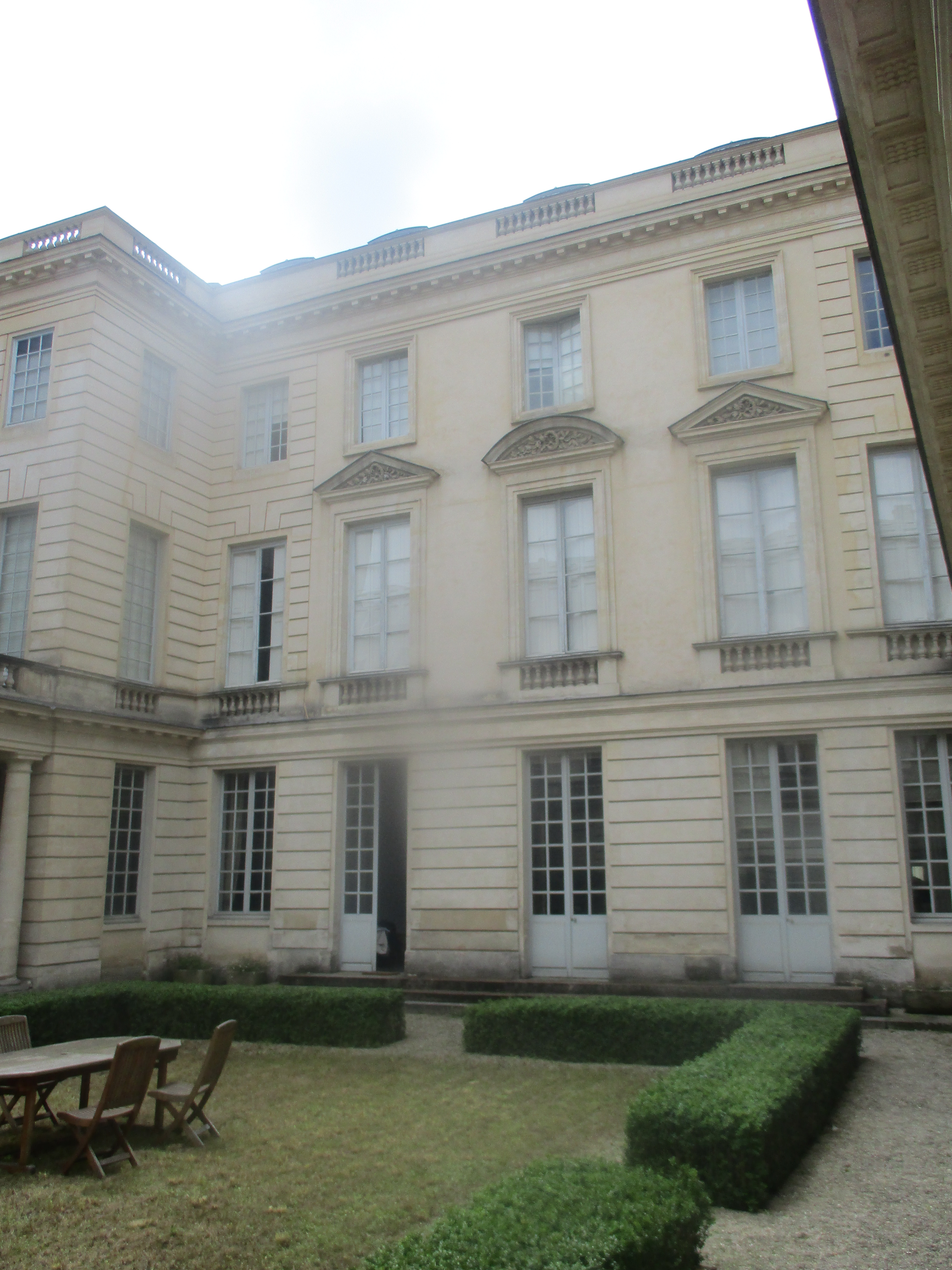
Façade côté jardin.